# Branko Kraljević
Branko Kraljević (Castelnuovo, 10 novembre 1939 – Zagabria, 8 novembre 2015) è stato un calciatore jugoslavo, di ruolo attaccante.

## Biografia
Nato a Castelnuovo, Kraljević è morto a Zagabria nel 2015 dopo una breve malattia.

## Carriera

### Calciatore

#### Club
Attaccante di piede mancino, Kraljević si forma ed inizia la carriera nel RNK Spalato, con cui ottiene la promozione in massima serie nella Druga Liga 1956-1957, grazie al secondo posto ottenuto nel girone di promozione.
Retrocesso nuovamente in cadetteria al termine della Prva Liga 1957-1958, ottiene una nuova promozione con la vittoria del girone ovest della Druga Liga 1959-1960, ma la permanenza di categoria durerà solo una stagione. 
Retrocede ulteriormente in terza serie al termine della Druga Liga 1962-1963.
Durante la sua permanenza al RNK Spalato formava con il compagno di squadra Tonči Gulin una apprezzata coppia d'attacco.
Nel 1963, insieme ai compagni di squadra Marin Županov e Ante Pletikosić, passa all'Hajduk Spalato, club della massima serie jugoslava, esordendo nella vittoria esterna per 2-3 del 23 giugno 1963 contro i tedesco-orientali del Motor Zwickau, incontro valido per la Coppa Piano Karl Rappan 1963-1964, segnando anche una rete. Ottiene con l'Hajduk il decimo posto nella Prva Liga 1963-1964.
Nel periodo trascorso all'Hajduk, gioca nelle sole competizioni ufficiali 30 incontri, segnando 7 reti.
Nel corso della stagione 1964-1965 passa al Trešnjevka, con cui ottiene il quattordicesimo posto finale.
Nel 1965 torna al RNK Spalato, con cui gioca altre due stagioni in cadetteria, intermezzate da un campionato in terza serie.
Nel 1968 viene ingaggiato dagli statunitensi del Houston Stars, impegnati nella neonata North American Soccer League. Con gli Stars ottenne il secondo posto della Gulf Division della NASL 1968, non riuscendo ad accedere alla fase finale del torneo.
Terminata l'esperienza americana torna per una terza volta al RNK Spalato, con cui gioca altre quattro stagioni nella cadetteria jugoslava.

#### Nazionale
Kraljević ha giocato quattro incontri con la Nazionale B della Jugoslavia.

### Allenatore
Ha allenato il RNK Spalato, il Primorac Stobreč e l'Uskok Klis.

## Palmarès

### Competizioni nazionali
- 2. Savezna liga: 1

RNK Spalato: 1959-1960